# Jean Laudy
Jean Laudy (Venlo, 4 mei 1877 - Sint-Lambrechts-Woluwe, 6 februari 1956) was een Nederlands-Belgische kunstschilder, aquarellist en tekenaar. Hij was hofschilder van het Belgisch Koninklijk Huis. 

## Biografie
Laudy's vader was de eigenaar van een baksteenfabriek "De Ossenberg" in Venlo en amateur- beeldhouwer. Hij stimuleerde zijn zoon die aanleiding had voor tekenen en schilderen en zorgde voor een atelier in de ouderlijke woning. Na zijn studie in het Rijks HBS in Venlo, waar hij tekenles kreeg van de kunstenaar Jean Garjeanne (1860-1930), die veel invloed op hem had. In 1897 besloot Jean Laudy, die ten gevolge van roodvonk blind geworden was aan één oog, om van de kunst zijn beroep te maken. Hij ging gedurende drie jaar les volgen aan de Academie voor Schone Kunsten in  Antwerpen. Daarna vestigde hij zich in Brussel om er een opleiding aan de academie voor Schone Kunsten te volgen als leerling van Isidore Verheyden, die een vriend van hem werd en een grote invloed op zijn werk had. Zijn toekomstige echtgenote  Helene Demoulin was een klasgenote, ze trouwden in 1905. Hélène Demoulin werd later kunstschilder en aquarelliste.
Na zijn academische opleiding vestigde hij zich definitief in Brussel als professioneel schilder. Hij bekwaamde zich verder in het vrije atelier "L'Effort" en werd lid van de kunstenaarsvereniging "Le Sillon". Daar raakte hij goed bevriend met de kunstschilder Arthur Navez.
Hij was ook één van de vaste bezoekers van "La Patte de Dindon", een vrij atelier op de eerste verdieping van het café La Patte de Dindon op de Grote Markt in Brussel (gevestigd in het huis De Windmolen, deel van het Huis van de Hertogen van Brabant), ook gekend voor de geanimeerde discussies na de lessen. Hij werd er goed bevriend met Alfred Bastien.
Door de deelnames aan de vrije ateliers en zijn lidmaatschap bij "Le Sillon" kon hij vanaf 1906 deelnemen aan groepstentoonstellingen zoals de "Cercle des Beaux-Arts" en het "Salon de La Libre Esthétique" in Brussel.
In zijn beginperiode neigde hij sterk naar het impressionisme. Later ging hij  over tot een realistische en precieze stijl, beïnvloed door Nederlandse kunstenaars uit de zeventiende eeuw. Hij was een kleurenvirtuoos en het enthousiasme waarmee hij schilderde is kenmerkend. Hij schilderde vooral menselijke figuren, stillevens, naakten, interieurs, portretten en bloemen (vooral rozen).
Hij werd snel een gerenommeerde schilder. Op de Wereldtentoonstelling van Brussel in 1910 behaalde hij een gouden medaille.
Laudy raakte echter vooral bekend als portretschilder. Kenmerkend aan zijn portretten was dat hij zijn stijl aanpaste aan het model, waardoor hij tevens een indruk van de persoonlijkheid wist weer te geven. Hij wordt als één van de grootste portrettisten van België beschouwd.
Nadat hij de portretten van de Belgische koninklijke familie had geschilderd werd hij officieel aangesteld als hofschilder van het Belgisch Koninklijk Huis. Hij verkreeg in 1921 de Belgische nationaliteit en werd later opgenomen als lid van de Koninklijke Academie van België.
Hij exposeerde zeer weinig. Ondanks zijn roem waren er slechts vier solo-tentoonstellingen in zijn leven: in 1921 in de Cercle Artistique te Brussel, in 1937 in het stadhuis te Venlo, in 1949 in de Cercle Royal Artistique en Littéraire in Brussel en in 1955 in het gemeentehuis van Sint-Lambrechts-Woluwe.
Het echtpaar Laudy woonde in Sint-Lambrechts-Woluwe maar Laudy had zijn atelier in Sint-Joost-ten-Node. De Belgische Koningin Elisabeth kwam er meerdere keren op bezoek.
Jean Laudy overleed op 6 februari 1956 in Sint-Lambrechts-Woluwe.
Hij was de vader van kunstschilder en striptekenaar Jacques Laudy,één van de oorspronkelijke tekenaars in het weekblad Kuifje. Zowel in Sint-Lambrechts-Woluwe als in Venlo werd een straat naar hem vernoemd.

## Musea

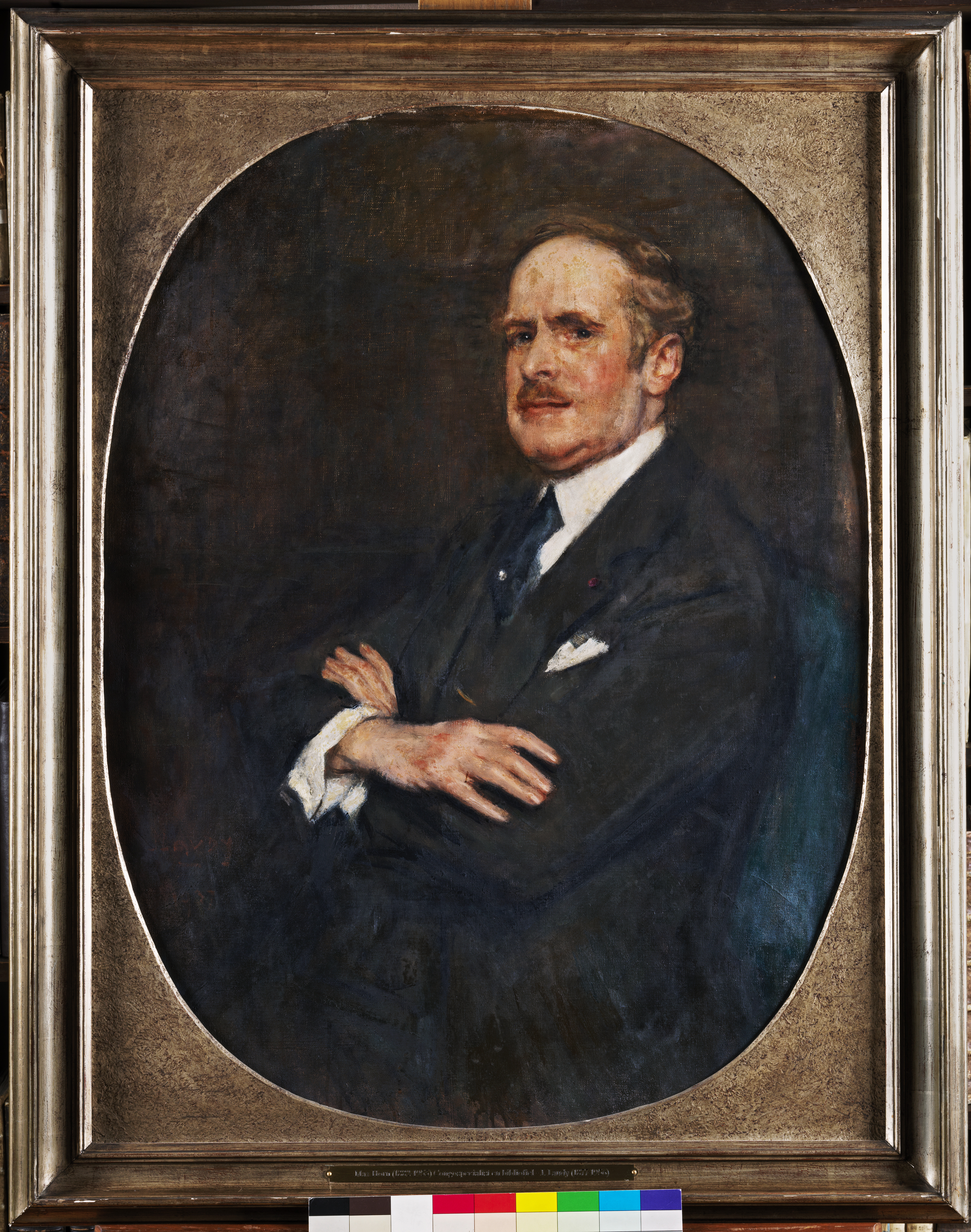
Portret van Max Horn (door Jean Laudy)

Er hangen werken van hem onder andere  in het museum SteM in Sint-NIklaas, in het Charlier Museum in Sint-Joost-ten-Node, in het gemeentemuseum van Elsene, in het Plantin Moretus museum in Antwerpen en in het museum van Bergen.

### Venlo: van Jean Laudy Museumkapel naar Café Bruxelles
Niettegenstaande Jean Laudy als prille twintiger zijn geboortestad Venlo inruilde voor Brussel en in 1921 de Belgische nationaliteit verwierf, heeft hij altijd de banden met Venlo behouden. Zo kreeg hij er In 1937 een solotentoonstelling.
In 2012 besliste de stichting Jean Laudy om het oeuvre dat in haar bezit was onder te brengen in een museumkapel, die Venlose woningcorporatie Antares haar ter beschikking stelde.  Deze kapel werd in 1935 gebouwd naar een ontwerp van architect Jules Kayser en was bestemd als kapel voor het toenmalige weeshuis, het Ald Weishoes. Op het einde van de 20e eeuw werd de gebruikt als opslagplaats van de Drukkerij Wolters Van Wylick, maar raakte in verval.
In de museumkapel waren in een atelieropstelling tientallen kunstwerken van Laudy te bezichtigen, samen met foto's, documenten en ander materiaal. 
In 2019 oordeelde de rechter dat woningbouwcorporatie Antares de kapel mocht renoveren en er een nieuwe bestemming aan geven. Na de renovatie zou er voor het museum geen plaats meer zijn. De Stichting Jean Laudy moest bij kort geding de museumkapel binnen de twee weken verlaten,
De collectie kunstwerken van Jean Laudy werd aanvankelijk verspreid over diverse locaties.
In 2021 kreeg een deel van de collectie Jean Laudy een nieuwe plaats in het Café Bruxelles op de Venlose Parade,waardoor de kunstenaar opnieuw in de belangstelling kwam.
Voor de overige werken uit de collectie wordt een oplossing gezocht.